# Hueyajtetl
Hueyajtetl är en ort i Mexiko.   Den ligger i kommunen Xochiatipan och delstaten Hidalgo, i den sydöstra delen av landet, 180 km nordost om huvudstaden Mexico City. Hueyajtetl ligger 406 meter över havet och antalet invånare är 199.
Terrängen runt Hueyajtetl är kuperad. Runt Hueyajtetl är det ganska glesbefolkat, med 45 invånare per kvadratkilometer. Närmaste större samhälle är Xochiatipan de Castillo, 5,3 km nordväst om Hueyajtetl. I omgivningarna runt Hueyajtetl växer huvudsakligen savannskog.